# Arnisee

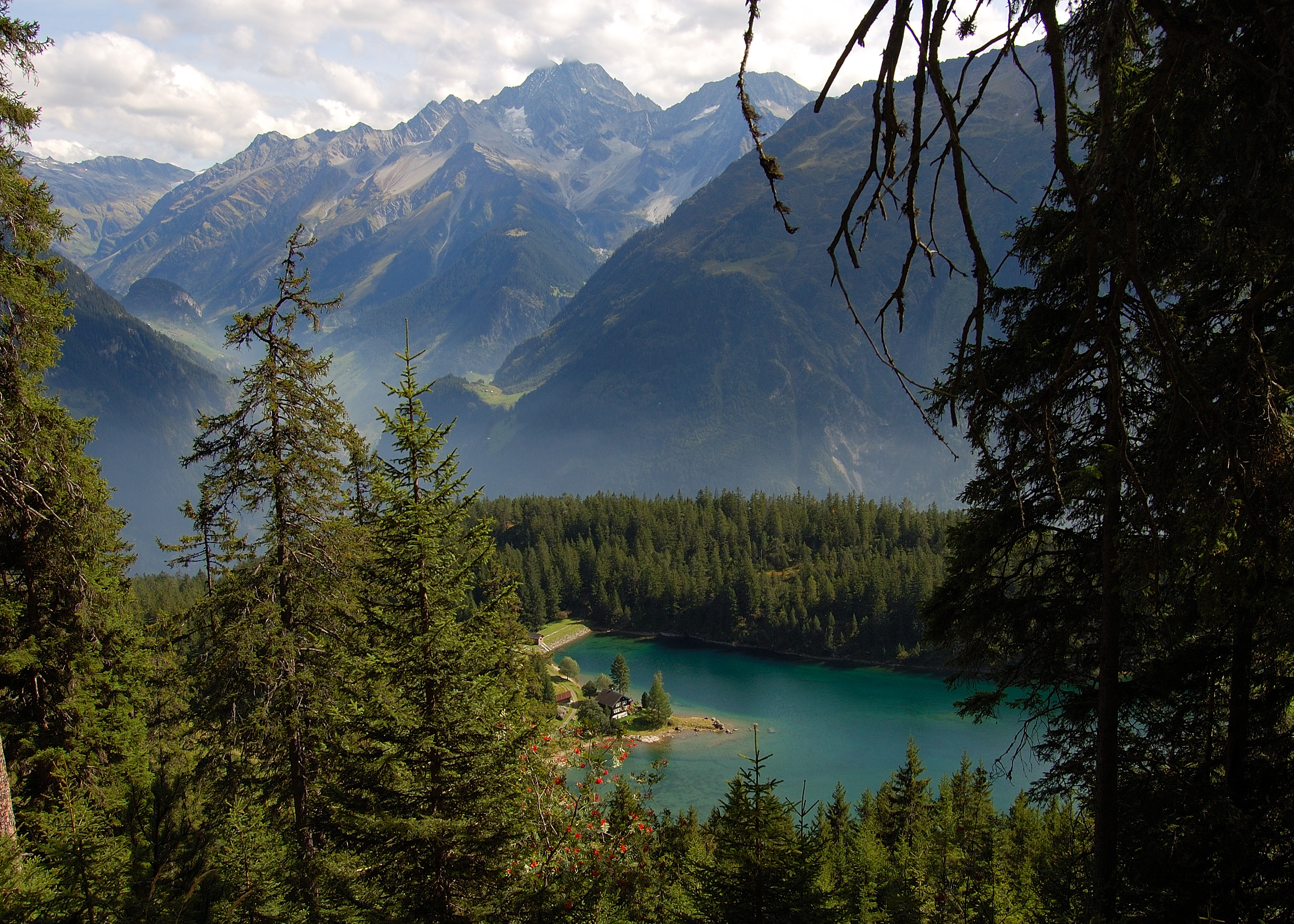
Arnisee

Arnisee är en sjö som ligger på ett berg nära byn Amsteg, Schweiz. Sjön kan nås från Amsteg och Intschi med en gondolbana.